# Iriao
Iriao også kaldt som Ethno-Jazz Band Iriao er et georgisk jazzband, der består af David Malazonia, Nugzar Kavtaradze, Bidzina Murgulia, Levan Abshilava, George Abashidze  og Mikheil Javakhishvili. De repræsenterede Georgien i Eurovision Song Contest 2018 med sangen "For You". De opnåede en sidsteplads i Semifinale 2, og derfor kvalificerede de sig ikke til finalen.